# Liste des soumissions à la 90e cérémonie des Oscars pour le meilleur film en langue étrangère
La liste des soumissions à la 90e cérémonie des Oscar du meilleur film en langue étrangère répertorie les films proposés par les différents pays sur la sollicitation de l'Academy of Motion Picture Arts and Sciences (AMPAS).

## Soumissions
| Pays                   | Titre du film                   | Titre original                                        | Langue                               | Réalisateur/ Réalisatrice              | Résultat             |
| ---------------------- | ------------------------------- | ----------------------------------------------------- | ------------------------------------ | -------------------------------------- | -------------------- |
| Afrique du Sud         | Les Initiés                     | Inexba                                                | Xhosa                                | John Trengove                          | Shortlist de janvier |
| Allemagne              | In the Fade                     | Aus dem Nichts                                        | Allemand                             | Fatih Akin                             | Shortlist de janvier |
| Afghanistan            | A Letter to the President       | نامه‌ای به رییس‌جمهور (Namai ba rahis gomhor)           | Dari                                 | Roya Sadat                             | Non nommé            |
| Albanie                | Daybreak                        | Dita zë fill                                          | Albanais                             | Gentian Koçi                           | Non nommé            |
| Algérie                | La Route d'Istanbul             | La Route d'Istanbul                                   | Français                             | Rachid Bouchareb                       | Non nommé            |
| Argentine              | Zama                            | Zama                                                  | Espagnol                             | Lucrecia Martel                        | Non nommé            |
| Arménie                | Yeva (en)                       | Եվա                                                   | Armenien                             | Anahit Abad                            | Non nommé            |
| Australie              | The Space Between               | The Space Between                                     | Italien, Anglais                     | Ruth Borgobello                        | Non nommé            |
| Autriche               | Happy End                       | Happy End                                             | Français                             | Michael Haneke                         | Non nommé            |
| Azerbaïdjan            | Pomegranate Orchard             | Nar bagi                                              | Azerbaijani                          | Ilgar Najaf                            | Non nommé            |
| Bangladesh             | Khacha                          | খাঁচা                                                    | Bengali                              | Akram Khan                             | Non nommé            |
| Belgique               | Le Fidèle                       | Le Fidèle                                             | Français                             | Michaël R. Roskam                      | Non nommé            |
| Bolivie                | Viejo calavera                  | Viejo calavera                                        | Espagnol                             | Kiro Russo                             | Non nommé            |
| Bosnie-Herzégovine     | Men Don't Cry                   | Muškarci ne placu                                     | Bosniaque                            | Alen Drljevic                          | Non nommé            |
| Brésil                 | Bingo: the king of the mornings | Bingo: O Rei das Manhãs                               | Portugais                            | Daniel Rezende                         | Non nommé            |
| Bulgarie               | Glory                           | Слава (Slava)                                         | Bulgare                              | Kristina Grozeva et Petar Valtchanov   | Non nommé            |
| Cambodge               | D'abord, ils ont tué mon père   | First They Killed my Father                           | Khmer, Anglais                       | Angelina Jolie                         | Non nommé            |
| Canada                 | Hochela, Terre des Âmes         | Hochela, Terre des Âmes                               | Français, Anglais, Mohawk, Algonquin | François Girard                        | Non nommé            |
| Chili                  | Une femme fantastique           | Una mujer fantástica                                  | Espagnol                             | Sebastián Lelio                        | Lauréat              |
| Chine                  | Wolf Warrior 2                  | 战狼2 (Zhan lang II)                                  | Mandarin, Anglais                    | Jacky Wu                               | Non nommé            |
| Colombie               | Pariente                        | Pariente                                              | Espagnol                             | Ivan Gaona                             | Non nommé            |
| Corée du Sud           | A Taxi Driver                   | 택시 운전사 (Teksi Unjeonsa)                          | Coréen                               | Jang-Hun                               | Non nommé            |
| Costa Rica             | The Sound of Things             | El Sonido de las Cosas                                | Espagnol                             | Ariel Escalante                        | Non nommé            |
| Croatie                | Ne gledaj mi u pijat            | Ne gledaj mi u pijat                                  | Croate                               | Hana Jušić                             | Non nommé            |
| Danemark               | You Disappear                   | Du Forsvinder                                         | Danois                               | Peter Schønau Fog                      | Non nommé            |
| Équateur               | Alba                            | Alba                                                  | Espagnol                             | Ana Cristina Barragán                  | Non nommé            |
| Égypte                 | Sheikh Jackson                  | شيخ جاكسون (Shaykh Jakisun)                           | Arabe                                | Amr Salama                             | Non nommé            |
| Espagne                | Été 93                          | Estiu 1993                                            | Catalan                              | Carla Simon Pipó                       | Non nommé            |
| Estonie                | November                        | November                                              | Estonien                             | Rainer Sarnet                          | Non nommé            |
| France                 | 120 Battements par minute       | 120 Battements par minute                             | Français                             | Robin Campillo                         | Non nommé            |
| Finlande               | Tom of Finland                  | Tom of Finland                                        | Finnois, Anglais                     | Dome Karukoski                         | Non nommé            |
| Géorgie                | Scary Mother                    | საშიში დედა (Sashishi Deda)                           | Géorgien                             | Ana Urushadze                          | Non nommé            |
| Grèce                  | Amerika Square                  | Πλατεία Αμερικής (Plateia Amerikis)                   | Grecque                              | Yannis Sakaridis                       | Non nommé            |
| Haïti                  | Ayiti mon amour                 | Ayiti mon amour                                       | Créole, Français, Japonais, Anglais  | Guetty Felin                           | Non nommé            |
| Honduras               | Morazán                         | Morazán                                               | Espagnol                             | Hispano Durón                          | Non nommé            |
| Hong Kong              | Mad World                       | 一念無明 (Yat nim mou ming)                           | Cantonais                            | Wong Chun                              | Non nommé            |
| Hongrie                | Corps et Âme                    | Testről és lélekről                                   | Hongrois                             | Ildikó Enyedi                          | Nommé                |
| Inde                   | Newton                          | Newton                                                | Hindi                                | Amit V Masurkar                        | Non nommé            |
| Indonésie              | Turah                           | Turah                                                 | Indonésien                           | Wicaksono Wisnu Legowo                 | Non nommé            |
| Irak                   | The Dark Wind                   | العاصفة السوداء (Reṣeba)                              | Arabe, Kurde                         | Hussein Hassan                         | Non nommé            |
| Iran                   | Nafas                           | نفس (Nafas)                                           | Perse                                | Narges Abyar                           | Non nommé            |
| Irlande                | Sonf of Granite                 | Song of Granite                                       | Irlandais, Anglais                   | Pat Collins                            | Non nommé            |
| Islande                | Under the Tree                  | Undir trénu                                           | Islandais                            | Hafsteinn Gunnar Sigurðsson            | Non nommé            |
| Israël                 | Foxtrot                         | פוקסטרוט (Foxtrot)                                    | Hébreux                              | Samuel Maoz                            | Shortlist de janvier |
| Italie                 | A Ciambra                       | A Ciambra                                             | Italien                              | Jonas Carpignano                       | Non nommé            |
| Japon                  | Her Love Boils Bathwater        | 湯を沸かすほどの熱い愛 (Yu o Wakasu Hodo no Atsui Ai) | Japonais                             | Ryöta Nakano                           | Non nommé            |
| Kazakhstan             | Le Chemin de la Mère            | Анаға апарар жол (Anağa aparar jol)                   | Kazakh, Russe                        | Akan Satayev                           | Non nommé            |
| Kenya                  | Kati Kati                       | Kati Kati                                             | Swahili, Anglais                     | Mbithi Masya                           | Non nommé            |
| Kosovo                 | Unwanted                        | T'padashtun                                           | Allemand, Albanais                   | Edon Rizvanolli                        | Non nommé            |
| 🇰🇬 Kirghizistan        | Centaure                        | Кентавр (Kentavr)                                     | Kirghize                             | Aktan Arym Kubat                       | Non nommé            |
| Laos                   | Nong Hak                        | ນ້ອງຮັກ                                                 | Lao                                  | Mattie Do                              | Non nommé            |
| Lettonie               | Melanijas hronika               | Melanijas hronika                                     | Lettonien, Russe                     | Viesturs Kairiss                       | Non nommé            |
| Liban                  | L'Insulte                       | قضية رقم ئع (Qadiat Raqm vie)                         | Arabe, Français                      | Ziad Doueiri                           | Nommé                |
| Lituanie               | Frost                           | Šerkšnas                                              | Lituanien                            | Šarūnas Bartas                         | Non nommé            |
| Luxembourg             | Barrage                         | Barrage                                               | Français                             | Laura Schroeder                        | Non nommé            |
| Maroc                  | Razzia                          | غزية (Ghazia)                                         | Arabe                                | Nabil Ayouch                           | Non nommé            |
| Mexique                | Un pays dans la tourmente       | Tempestad                                             | Espagnol                             | Tatiana Huezo                          | Non nommé            |
| Mozambique             | Le Train de sel et de sucre     | Comboio de Sal e Açúcar                               | Portugais                            | Licínio Azevedo                        | Non nommé            |
| Mongolie               | Les Enfants de Genghis          | Chingisiin huuhduud                                   | Mongol                               | Zolbayar Dorj                          | Non nommé            |
| Népal                  | White Sun                       | सेतो सूर्य (Seto Surya)                                   | Népalais                             | Deepak Rauniyar                        | Non nommé            |
| Norvège                | Thelma                          | Thelma                                                | Norvégien                            | Joachim Trier                          | Non nommé            |
| Nouvelle-Zélande       | One Thousand Ropes              | One Thousand Ropes                                    | Samoan                               | Tusi Tamasese                          | Non nommé            |
| Palestine              | Wajib                           | واجب                                                  | Arabe                                | Annemarie Jacir                        | Non nommé            |
| Panama                 | Beyond Brotherhood              | Más que hermanos                                      | Espagnol                             | Arianne Benedetti                      | Non nommé            |
| Paraguay               | Los Buscadores                  | Los Buscadores                                        | Espagnol, Guarani                    | Tana Schémbori et Juan Carlos Maneglia | Non nommé            |
| Pays-Bas               | Layla M.                        | Layla M.                                              | Néerlandais, Arabe, Français         | Mijke de Jong                          | Non nommé            |
| Pérou                  | Rosa Chumbe                     | Rosa Chumbe                                           | Espagnol                             | Jonatan Relayze                        | Non nommé            |
| Philippines            | Birdshot                        | Birdshot                                              | Filipino                             | Mikhail Red                            | Non nommé            |
| Pologne                | Spoor                           | Pokot                                                 | Polonais                             | Agnieszka Holland                      | Non nommé            |
| Portugal               | Saint Georges                   | Saint Georges                                         | Portugais                            | Marco Martins                          | Non nommé            |
| République dominicaine | Woodpeckers                     | Carpinteros                                           | Espagnol                             | José María Cabral                      | Non nommé            |
| République tchèque     | Ice Mother                      | Bába z ledu                                           | Tchèque                              | Bohdan Sláma                           | Non nommé            |
| Roumanie               | Fixeur                          | Fixeur                                                | Roumain                              | Adrian Sitaru                          | Non nommé            |
| Royaume-Uni            | My Pure Land                    | میری پاک زمین                                         | Urdu                                 | Sarmad Masud                           | Non nommé            |
| Russie                 | Faute d'Amour                   | Нелюбовь (Nelyubov)                                   | Russe                                | Andreï Zviaguintsev                    | Nommé                |
| Sénégal                | Félicité                        | Félicité                                              | Lingala, Français                    | Alain Gomis                            | Shortlist de janvier |
| Serbie                 | Requiem pour Madame J.          | Реквијем за госпођу Ј. (Rekvijem za gospodju J.)      | Serbe                                | Bojan Vuletić                          | Non nommé            |
| Singapour              | Pop Aye                         | Pop Aye                                               | Thaï                                 | Kirsten Tan                            | Non nommé            |
| Slovaquie              | The Line                        | Čiara                                                 | Slovaque, Ukrainien                  | Peter Bebjak                           | Non nommé            |
| Slovénie               | The Miner                       | Rudar                                                 | Slovene                              | Hanna Slak                             | Non nommé            |
| Suède                  | The Square                      | The Square                                            | Suédois                              | Ruben Östlund                          | Nommé                |
| Suisse                 | L'Ordre divin                   | Die göttliche Ordnung                                 | Allemand                             | Petra Biondina Volpe                   | Non nommé            |
| Syrie                  | Little Gandhi                   | Little Gandhi                                         | Arabe, Anglais                       | Sam Kadi                               | Non nommé            |
| Taïwan                 | Small Talk                      | 日常對話 (Ri Chang Dui Hua)                           | Taïwanais                            | Hui-Chen Huang                         | Non nommé            |
| Thaïlande              | By the Time It Gets Dark        | ดาวคะนอง (Dao Khanong)                                | Thaïlandais                          | Anocha Suwichakornpong                 | Non nommé            |
| Tunisie                | Le Dernier d'entre nous         | اخر واحد فينا (Akher Wahed Fina)                      | Film muet                            | Ala Eddine Slim                        | Non nommé            |
| Turquie                | Ayla: The Daughter of War       | Ayla                                                  | Turc, Coréen, Anglais                | Can Ulkay                              | Non nommé            |
| Ukraine                | Black Level                     | Рівень чорного                                        | Ukrainien                            | Valentyn Vasyanovych                   | Non nommé            |
| Uruguay                | Une Autre Histoire du Monde     | Otra historia del mundo                               | Espagnol                             | Guillermo Casanova                     | Non nommé            |
| Venezuela              | El Inca                         | El Inca                                               | Espagnol                             | Ignacio Castillo Cottin                | Non nommé            |
| Viêt Nam               | Cha cõng con                    | Cha cõng con                                          | Vietnamien                           | Lương Đình Dũng                        | Non nommé            |